# Trophée des AP Assurances 2016-2017
Navigation
2015-2016 2017-2018
Le Trophée des AP Assurances 2016-2017, officiellement DVV Verzekeringen Trofee 2016-2017 (IJsboerke Ladies Trophy 2016-2017  pour le challenge féminin) est la 30e édition du Trophée des AP Assurances (anciennement Trophée Gazet van Antwerpen et Trophée Banque Bpost). Il est composé de huit manches pour les hommes élites, espoirs et pour les femmes, toutes ayant lieu en Belgique entre le 9 octobre 2016 et le 4 février 2017. Toutes les courses élites et femmes font partie du calendrier de la saison de cyclo-cross masculine et féminine 2016-2017. L'ensemble des résultats obtenus lors des courses des élites hommes et femmes ainsi que pour les espoirs donne lieu à un classement général au temps et non par points comme avant. Les juniors, quant à eux, n'ont pas de classement officiel. 
C'est la première édition sous l'appellation du Trophée des AP Assurances, après la fin du sponsoring avec la Banque Bpost. L'épreuve féminine est sponsorisée par IJsboerke qui donne son nom officiel au challenge : l'IJsboerke Ladies Trophy.
Par rapport à l'édition précédente, le Waaslandcross disputé à Saint-Nicolas, cède sa place de manche finale au Krawatencross de Lille.

## Hommes élites

### Résultats
| # | Date         | Lieu                         | Vainqueur            | Deuxième      | Troisième              | Leader du classement général |
| - | ------------ | ---------------------------- | -------------------- | ------------- | ---------------------- | ---------------------------- |
| 1 | 9 octobre    | Renaix (GP Mario De Clercq)  | Wout van Aert        | Jens Adams    | Michael Vanthourenhout | Wout van Aert                |
| 2 | 1er novembre | Audenarde (Koppenbergcross)  | Wout van Aert        | Kevin Pauwels | Lars van der Haar      | Wout van Aert                |
| 3 | 27 novembre  | Hamme-Zogge (Flandriencross) | Mathieu van der Poel | Wout van Aert | Laurens Sweeck         | Wout van Aert                |
| 4 | 10 décembre  | Essen (GP Rouwmoer)          | Wout van Aert        | Kevin Pauwels | Tom Meeusen            | Wout van Aert                |
| 5 | 17 décembre  | Anvers (Scheldecross)        | Mathieu van der Poel | Wout van Aert | Kevin Pauwels          | Wout van Aert                |
| 6 | 29 décembre  | Loenhout (Azencross)         | Wout van Aert        | Tom Meeusen   | Kevin Pauwels          | Wout van Aert                |
| 7 | 1er janvier  | Baal (Grand Prix Sven Nys)   | Toon Aerts           | Wout van Aert | Michael Vanthourenhout | Wout van Aert                |
| 8 | 4 février    | Lille (Krawatencross)        | Mathieu van der Poel | Wout van Aert | Tom Meeusen            | Wout van Aert                |

### Classement général
| Pos | Coureur                |    | Temps           |
| --- | ---------------------- | -- | --------------- |
| 1   | Wout van Aert          | en | 8 h 15 min 47 s |
| 2   | Kevin Pauwels          | +  | 3 min 22 s      |
| 3   | Michael Vanthourenhout |    | 4 min 55 s      |
| 4   | Corné van Kessel       |    | 8 min 36 s      |
| 5   | Toon Aerts             |    | 9 min 14 s      |
| 6   | Laurens Sweeck         |    | 10 min 42 s     |
| 7   | Tom Meeusen            |    | 11 min 37 s     |
| 8   | Jens Adams             |    | 13 min 29 s     |
| 9   | Tim Merlier            |    | 15 min 56 s     |
| 10  | Gianni Vermeersch      |    | 16 min 04 s     |

## Femmes élites

### Résultats
| # | Date         | Lieu                         | Vainqueur          | Deuxième        | Troisième         | Leader du classement général |
| - | ------------ | ---------------------------- | ------------------ | --------------- | ----------------- | ---------------------------- |
| 1 | 9 octobre    | Renaix (GP Mario De Clercq)  | Thalita de Jong    | Sanne Cant      | Sophie de Boer    | Thalita de Jong              |
| 2 | 1er novembre | Audenarde (Koppenbergcross)  | Jolien Verschueren | Thalita de Jong | Sophie de Boer    | Thalita de Jong              |
| 3 | 27 novembre  | Hamme-Zogge (Flandriencross) | Sanne Cant         | Maud Kaptheijns | Thalita de Jong   | Thalita de Jong              |
| 4 | 10 décembre  | Essen (GP Rouwmoer)          | Sanne Cant         | Sophie de Boer  | Thalita de Jong   | Thalita de Jong              |
| 5 | 17 décembre  | Anvers (Scheldecross)        | Sanne Cant         | Sophie de Boer  | Kateřina Nash     | Thalita de Jong              |
| 6 | 29 décembre  | Loenhout (Azencross)         | Sanne Cant         | Marianne Vos    | Thalita de Jong   | Thalita de Jong              |
| 7 | 1er janvier  | Baal (Grand Prix Sven Nys)   | Marianne Vos       | Ellen Van Loy   | Thalita de Jong   | Thalita de Jong              |
| 8 | 4 février    | Lille (Krawatencross)        | Maud Kaptheijns    | Sanne Cant      | Laura Verdonschot | Sanne Cant                   |

### Classement général
| Pos | Coureuse            |    | Temps           |
| --- | ------------------- | -- | --------------- |
| 1   | Sanne Cant          | en | 5 h 50 min 35 s |
| 2   | Thalita de Jong     | +  | 4 min 28 s      |
| 3   | Ellen Van Loy       | +  | 5 min 48 s      |
| 4   | Maud Kaptheijns     | +  | 7 min 32 s      |
| 5   | Laura Verdonschot   | +  | 8 min 11 s      |
| 6   | Sophie de Boer      | +  | 10 min 30 s     |
| 7   | Jolien Verschueren  | +  | 13 min 10 s     |
| 8   | Loes Sels           | +  | 15 min 49 s     |
| 9   | Karen Verhestraeten | +  | 16 min 52 s     |
| 10  | Nikki Brammeier     | +  | 18 min 27 s     |

## Hommes espoirs

### Résultats
| # | Date         | Lieu                         | Vainqueur         | Deuxième        | Troisième          | Leader du classement général |
| - | ------------ | ---------------------------- | ----------------- | --------------- | ------------------ | ---------------------------- |
| 1 | 9 octobre    | Renaix (GP Mario De Clercq)  | Joris Nieuwenhuis | Eli Iserbyt     | Sieben Wouters     | Joris Nieuwenhuis            |
| 2 | 1er novembre | Audenarde (Koppenbergcross)  | Eli Iserbyt       | Jens Dekker     | Gosse van der Meer | Eli Iserbyt                  |
| 3 | 27 novembre  | Hamme-Zogge (Flandriencross) | Quinten Hermans   | Eli Iserbyt     | Adam Ťoupalík      | Eli Iserbyt                  |
| 4 | 10 décembre  | Essen (GP Rouwmoer)          | Eli Iserbyt       | Quinten Hermans | Adam Ťoupalík      | Eli Iserbyt                  |
| 5 | 17 décembre  | Anvers (Scheldecross)        | Quinten Hermans   | Eli Iserbyt     | Nicolas Cleppe     | Eli Iserbyt                  |
| 6 | 29 décembre  | Loenhout (Azencross)         | Eli Iserbyt       | Thijs Aerts     | Nicolas Cleppe     | Eli Iserbyt                  |
| 7 | 1er janvier  | Baal (Grand Prix Sven Nys)   | Eli Iserbyt       | Thijs Aerts     | Quinten Hermans    | Eli Iserbyt                  |
| 8 | 4 février    | Lille (Krawatencross)        | Quinten Hermans   | Thijs Aerts     | Eli Iserbyt        | Eli Iserbyt                  |

### Classement général
| Pos | Coureur            |    | Temps           |
| --- | ------------------ | -- | --------------- |
| 1   | Eli Iserbyt        | en | 6 h 38 min 15 s |
| 2   | Nicolas Cleppe     | +  | 4 min 58 s      |
| 3   | Gosse van der Meer | +  | 11 min 45 s     |
| 4   | Yannick Peeters    | +  | 12 min 0 s      |
| 5   | Adam Toupalik      | +  | 12 min 42 s     |
| 6   | Jonas Degroote     | +  | 13 min 22 s     |
| 7   | Quinten Hermans    | +  | 15 min 22 s     |
| 8   | Jelle Schuermans   | +  | 15 min 47 s     |
| 9   | Stijn Caluwé       | +  | 20 min 17 s     |
| 10  | Lander Loockx      | +  | 20 min 46 s     |

## Hommes juniors

### Résultats
| # | Date         | Lieu                         | Vainqueur          | Deuxième             | Troisième        |
| - | ------------ | ---------------------------- | ------------------ | -------------------- | ---------------- |
| 1 | 9 octobre    | Renaix (GP Mario De Clercq)  | Yentl Bekaert      | Toon Vandebosch      | Jelle Camps      |
| 2 | 1er novembre | Audenarde (Koppenbergcross)  | Thomas Mein        | Timo Kielich         | Arno Debeir      |
| 3 | 27 novembre  | Hamme-Zogge (Flandriencross) | Thomas Pidcock     | Ben Turner           | Niels Vandeputte |
| 4 | 10 décembre  | Essen (GP Rouwmoer)          | Jelle Camps        | Niels Vandeputte     | Ryan Kamp        |
| 5 | 17 décembre  | Anvers (Scheldecross)        | Arne Vrachten      | Daniel Tulett        | Andres Verdonck  |
| 6 | 29 décembre  | Loenhout (Azencross)         | Toon Vandebosch    | Niels Vandeputte     | Timo Kielich     |
| 7 | 1er janvier  | Baal (Grand Prix Sven Nys)   | Jelle Camps        | Jofre Cullell Estape | Thymen Arensman  |
| 8 | 4 février    | Lille (Krawatencross)        | Florian Vermeersch | Arne Vrachten        | Toon Vandebosch  |